# Розов, Василий Павлович
Василий Павлович Розов (1834—1867) — русский офтальмолог, доктор медицины.

## Биография
Родился в Орловской губернии в 1834 году. Происходил из духовного звания и первоначальное образование получил в Орловской семинарии, окончив курс которой в 1854 году, поступил в Санкт-Петербургскую медико-хирургическую академию. В 1859 году он блестяще окончил курс академии со званием лекаря и с награждением золотой медалью.
Причисленный ко Второму военно-сухопутному госпиталю, Розов решил продолжить научные занятия и поступил ассистентом в клинику профессора Юнге. Занявшись по преимуществу микроскопическими исследованиями тканей глаза, он написал диссертацию «О глазном пигменте», за которую 26 мая 1862 года был удостоен академией степени доктора медицины. В 1863 году Розов был командирован на казённый счёт за границу, где в продолжение трёх лет специально занимался офтальмологией. Избрав для своих занятий преимущественно германские университеты, Розов обратил там на себя внимание профессоров: Грефе и Вирхова в Берлине, Гельмгольца в Гейдельберге, Дондерса и Снеллена — в Утрехте и др. С Гельмгольцем у него установились даже дружеские отношения и из его лаборатории он напечатал в XI томе «Архива» Грефе свою работу: «Zur Ophthalmometrie»; кроме того, он посылал в «Медицинский вестник» свои статьи по офтальмологии. При этом, несмотря на усиленные занятия медициной, он уделял некоторое время физике, математике и другим отраслям знания. Не отличаясь крепким здоровьем, своими усиленными занятиями он окончательно его расстроил и, по совету берлинского профессора Траубе, прекратил занятия и вернулся на родину для продолжительного отдыха.
В 1866 году, по возвращении в Россию, В. П. Розов был назначен младшим ординатором Киевского военного госпиталя, откуда в 1867 году был переведён в Бендерский военный госпиталь, но в октябре того же года умер «от болезни грудных органов».